# Nikolaj Mančev
Nikolaj Mančev (in bulgaro Николай Манчев?; traslitterazione anglosassone: Nikolay Manchev; Filippopoli, 4 gennaio 1985) è un ex calciatore bulgaro, di ruolo centrocampista.

## Carriera

### Club
Proveniente dalle giovanili del Maritsa, squadra della sua città natale, si trasferisce prima al Botev, e poi al CSKA Sofia.
Nell'ottobre 2010 è ritornato a giocare nel Botev Plovdiv.